# West Highland Line
| Zug mit Diesellokomotive der Class 37 im Bahnhof Taynuilt (1989) |                      |                                           |                                           |
| |                      |                                           |                                           |
| Streckenlänge: | 331,1 km             |                                           |                                           |
| Spurweite: | 1435 mm (Normalspur) |                                           |                                           |
| Streckengeschwindigkeit: | 110 km/h             |                                           |                                           |
| Zweigleisigkeit: | nein                 |                                           |                                           |
| |                      |                                           |                                           |
| \| \| \| Glasgow Queen Street \| \| \| \| \| Queen Street Tunnel \| \| \| \| \| nach Edinburgh und Dunblane \| \| \| \| \| Glasgow Ashfield \| \| \| \| \| Glasgow Possilpark & Parkhouse \| \| \| \| \| Glasgow Gilshochill \| \| \| \| \| Glasgow Summerston \| \| \| \| \| Glasgow Maryhill \| \| \| \| \| Maryhill Line nach Anniesland \| \| \| \| \| North Clyde Line aus Edinburgh \| \| \| \| \| Westerton \| \| \| \| \| North Clyde Line nach Milngavie \| \| \| \| \| North Clyde Line \| \| \| \| 16,1 \| Dalmuir \| Dalmuir \| \| \| \| North Clyde Line \| \| \| \| 26,6 \| Dumbarton Central \| Dumbarton Central \| \| \| \| Dalreoch \| \| \| \| \| North Clyde Line nach Balloch \| \| \| \| \| North Clyde Line \| \| \| \| \| North Clyde Line nach Helensburgh Central \| \| \| \| 41,0 \| Helensburgh Upper \| Helensburgh Upper \| \| \| \| Rhu \| \| \| \| \| Faslane Junction, nach Faslane Naval Base \| \| \| \| \| Shandon \| \| \| \| \| Faslane Platform \| \| \| \| 51,9 \| Garelochhead \| Garelochhead \| \| \| \| Whistlefield \| \| \| \| \| Glen Douglas \| \| \| \| 69,2 \| Arrochar und Tarbet \| Arrochar und Tarbet \| \| \| \| Inveruglas \| \| \| \| 82,1 \| Ardlui \| Ardlui \| \| \| \| Glen Falloch Platform \| \| \| \| 96,2 \| Crianlarich \| Crianlarich \| \| \| \| \| \| \| \| ~96,8 \| von Callander \| von Callander \| \| \| 103,8 \| Upper Tyndrum \| Upper Tyndrum \| \| \| 104,2 \| Tyndrum Lower \| Tyndrum Lower \| \| \| 123,5 \| Dalmally \| Dalmally \| \| \| 127,9 \| Loch Awe \| Loch Awe \| \| \| 133,1 \| Falls of Cruachan nur im Sommer bedient \| Falls of Cruachan nur im Sommer bedient \| \| \| \| Falls of Cruachan Railway Viaduct \| \| \| \| \| Awe Crossing \| \| \| \| \| Crunachy Siding \| \| \| \| \| River Awe \| \| \| \| 142,4 \| Taynuilt \| Taynuilt \| \| \| \| Achnacloich \| \| \| \| 153,3 \| Connel Ferry \| Connel Ferry \| \| \| \| nach Ballachulish \| \| \| \| 163,3 \| Oban \| Oban \| \| \| \| zur Isle of Mull \| \| \| \| \| \| \| \| \| 116,3 \| Bridge of Orchy \| Bridge of Orchy \| \| \| \| Gorton \| \| \| \| 141,2 \| Rannoch \| Rannoch \| \| \| 152,9 \| Corrour \| Corrour \| \| \| \| Fersit \| \| \| \| \| Tulloch \| \| \| \| 169,0 \| Roy Bridge \| Roy Bridge \| \| \| 183,5 \| Spean Bridge \| Spean Bridge \| \| \| \| nach Invergarry und Fort Augustus \| \| \| \| 197,5 \| Fort William \| Fort William \| \| \| \| nach Banavie Pier \| \| \| \| 201,2 \| Banavie \| Banavie \| \| \| \| Caledonian Canal \| \| \| \| 202,8 \| Corpach \| Corpach \| \| \| \| Corpach Paper Mill Siding \| \| \| \| 207,6 \| Loch Eil Outward Bound \| Loch Eil Outward Bound \| \| \| 213,6 \| Locheilside \| Locheilside \| \| \| \| Glenfinnan-Viadukt \| \| \| \| 224,1 \| Glenfinnan \| Glenfinnan \| \| \| 239,0 \| Lochailort \| Lochailort \| \| \| 246,6 \| Beasdale \| Beasdale \| \| \| 252,3 \| Arisaig \| Arisaig \| \| \| 259,5 \| Morar \| Morar \| \| \| 264,3 \| Mallaig \| Mallaig \| \| \| \| nach Skye \| \| |                      |                                           |                                           |
| Kopfbahnhof Streckenanfang |                      | Glasgow Queen Street                      | Glasgow Queen Street                      |
| Tunnel |                      | Queen Street Tunnel                       | Queen Street Tunnel                       |
| Abzweig geradeaus und nach rechts |                      | nach Edinburgh und Dunblane               | nach Edinburgh und Dunblane               |
| Haltepunkt / Haltestelle |                      | Glasgow Ashfield                          | Glasgow Ashfield                          |
| Haltepunkt / Haltestelle |                      | Glasgow Possilpark & Parkhouse            | Glasgow Possilpark & Parkhouse            |
| Haltepunkt / Haltestelle |                      | Glasgow Gilshochill                       | Glasgow Gilshochill                       |
| Haltepunkt / Haltestelle |                      | Glasgow Summerston                        | Glasgow Summerston                        |
| Bahnhof |                      | Glasgow Maryhill                          | Glasgow Maryhill                          |
| Abzweig geradeaus und nach links |                      | Maryhill Line nach Anniesland             | Maryhill Line nach Anniesland             |
| Abzweig geradeaus und von links |                      | North Clyde Line aus Edinburgh            | North Clyde Line aus Edinburgh            |
| Bahnhof |                      | Westerton                                 | Westerton                                 |
| Abzweig geradeaus und nach rechts |                      | North Clyde Line nach Milngavie           | North Clyde Line nach Milngavie           |
| |                      | North Clyde Line                          |                                           |
| Bahnhof | 16,1                 | Dalmuir                                   | Dalmuir                                   |
| |                      | North Clyde Line                          |                                           |
| Bahnhof | 26,6                 | Dumbarton Central                         | Dumbarton Central                         |
| Haltepunkt / Haltestelle |                      | Dalreoch                                  | Dalreoch                                  |
| Abzweig geradeaus und nach rechts |                      | North Clyde Line nach Balloch             | North Clyde Line nach Balloch             |
| |                      | North Clyde Line                          |                                           |
| Abzweig geradeaus und nach links |                      | North Clyde Line nach Helensburgh Central | North Clyde Line nach Helensburgh Central |
| Haltepunkt / Haltestelle | 41,0                 | Helensburgh Upper                         | Helensburgh Upper                         |
| ehemaliger Bahnhof |                      | Rhu                                       | Rhu                                       |
| Abzweig geradeaus und ehemals nach links |                      | Faslane Junction, nach Faslane Naval Base | Faslane Junction, nach Faslane Naval Base |
| ehemaliger Bahnhof |                      | Shandon                                   | Shandon                                   |
| ehemaliger Haltepunkt / Haltestelle |                      | Faslane Platform                          | Faslane Platform                          |
| Bahnhof | 51,9                 | Garelochhead                              | Garelochhead                              |
| ehemaliger Haltepunkt / Haltestelle |                      | Whistlefield                              | Whistlefield                              |
| Dienststation / Betriebs- oder Güterbahnhof |                      | Glen Douglas                              | Glen Douglas                              |
| Bahnhof | 69,2                 | Arrochar und Tarbet                       | Arrochar und Tarbet                       |
| ehemaliger Bahnhof |                      | Inveruglas                                | Inveruglas                                |
| Bahnhof | 82,1                 | Ardlui                                    | Ardlui                                    |
| ehemaliger Haltepunkt / Haltestelle |                      | Glen Falloch Platform                     | Glen Falloch Platform                     |
| Bahnhof | 96,2                 | Crianlarich                               | Crianlarich                               |
| Verschwenkung von links · Verschwenkung von rechts |                      |                                           |                                           |
| Kreuzung geradeaus oben · Abzweig geradeaus und von rechts | ~96,8                | von Callander                             | von Callander                             |
| Bahnhof · Strecke | 103,8                | Upper Tyndrum                             | Upper Tyndrum                             |
| Strecke · Haltepunkt / Haltestelle | 104,2                | Tyndrum Lower                             | Tyndrum Lower                             |
| Strecke · Bahnhof | 123,5                | Dalmally                                  | Dalmally                                  |
| Strecke · Haltepunkt / Haltestelle | 127,9                | Loch Awe                                  | Loch Awe                                  |
| Strecke · Haltepunkt / Haltestelle | 133,1                | Falls of Cruachan nur im Sommer bedient   | Falls of Cruachan nur im Sommer bedient   |
| Strecke · Brücke über Wasserlauf |                      | Falls of Cruachan Railway Viaduct         | Falls of Cruachan Railway Viaduct         |
| Strecke · ehemaliger Dienststation / Betriebs- oder Güterbahnhof |                      | Awe Crossing                              | Awe Crossing                              |
| Strecke · ehemaliger Dienststation / Betriebs- oder Güterbahnhof |                      | Crunachy Siding                           | Crunachy Siding                           |
| Strecke · Brücke über Wasserlauf |                      | River Awe                                 | River Awe                                 |
| Strecke · Bahnhof | 142,4                | Taynuilt                                  | Taynuilt                                  |
| Strecke · ehemaliger Haltepunkt / Haltestelle |                      | Achnacloich                               | Achnacloich                               |
| Strecke · Haltepunkt / Haltestelle | 153,3                | Connel Ferry                              | Connel Ferry                              |
| Strecke · Abzweig geradeaus und ehemals nach rechts |                      | nach Ballachulish                         | nach Ballachulish                         |
| Strecke · Kopfbahnhof Streckenende | 163,3                | Oban                                      | Oban                                      |
| Strecke |                      | zur Isle of Mull                          | zur Isle of Mull                          |
| Verschwenkung nach links |                      |                                           |                                           |
| Bahnhof | 116,3                | Bridge of Orchy                           | Bridge of Orchy                           |
| Dienststation / Betriebs- oder Güterbahnhof |                      | Gorton                                    | Gorton                                    |
| Bahnhof | 141,2                | Rannoch                                   | Rannoch                                   |
| Bahnhof | 152,9                | Corrour                                   | Corrour                                   |
| ehemaliger Haltepunkt / Haltestelle |                      | Fersit                                    | Fersit                                    |
| Bahnhof |                      | Tulloch                                   | Tulloch                                   |
| Haltepunkt / Haltestelle | 169,0                | Roy Bridge                                | Roy Bridge                                |
| Bahnhof | 183,5                | Spean Bridge                              | Spean Bridge                              |
| Abzweig geradeaus und ehemals nach rechts |                      | nach Invergarry und Fort Augustus         | nach Invergarry und Fort Augustus         |
| Spitzkehrbahnhof links | 197,5                | Fort William                              | Fort William                              |
| Abzweig geradeaus und ehemals nach rechts |                      | nach Banavie Pier                         | nach Banavie Pier                         |
| Haltepunkt / Haltestelle | 201,2                | Banavie                                   | Banavie                                   |
| Brücke über Wasserlauf |                      | Caledonian Canal                          | Caledonian Canal                          |
| Haltepunkt / Haltestelle | 202,8                | Corpach                                   | Corpach                                   |
| Dienststation / Betriebs- oder Güterbahnhof |                      | Corpach Paper Mill Siding                 | Corpach Paper Mill Siding                 |
| Haltepunkt / Haltestelle | 207,6                | Loch Eil Outward Bound                    | Loch Eil Outward Bound                    |
| Haltepunkt / Haltestelle | 213,6                | Locheilside                               | Locheilside                               |
| Brücke |                      | Glenfinnan-Viadukt                        | Glenfinnan-Viadukt                        |
| Bahnhof | 224,1                | Glenfinnan                                | Glenfinnan                                |
| Haltepunkt / Haltestelle | 239,0                | Lochailort                                | Lochailort                                |
| Haltepunkt / Haltestelle | 246,6                | Beasdale                                  | Beasdale                                  |
| Bahnhof | 252,3                | Arisaig                                   | Arisaig                                   |
| Haltepunkt / Haltestelle | 259,5                | Morar                                     | Morar                                     |
| Kopfbahnhof Streckenende | 264,3                | Mallaig                                   | Mallaig                                   |
| |                      | nach Skye                                 |                                           |

Die West Highland Line ist eine nicht elektrifizierte, durchgehend eingleisige, schottische Eisenbahnlinie, die von Glasgow nach Oban bzw. über Fort William nach Mallaig führt und somit die westliche Highlands-Region erschließt. Die Infrastruktur befindet sich in Besitz der Network Rail, der operative Betrieb wird durch ScotRail ausgeführt. Sie ist neben der Kyle of Lochalsh Line, die von Inverness nach Kyle of Lochalsh führt, die einzige Bahnlinie, welche den westlichen Teil der Highlands erschließt.
2009 wurde sie von den Lesern des britischen Magazins Wanderlust zur schönsten Bahnstrecke der Welt erkoren. Die größte Bedeutung der Strecke wird dem Tourismus zugeschrieben.

## Verlauf

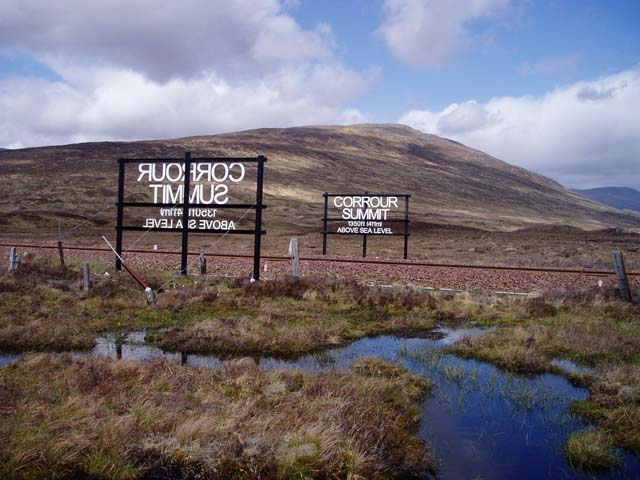
Der höchste Punkt der West Highland Line beim Bahnhof Corrour, im Hintergrund der 935 m hohe Beinn na Lap

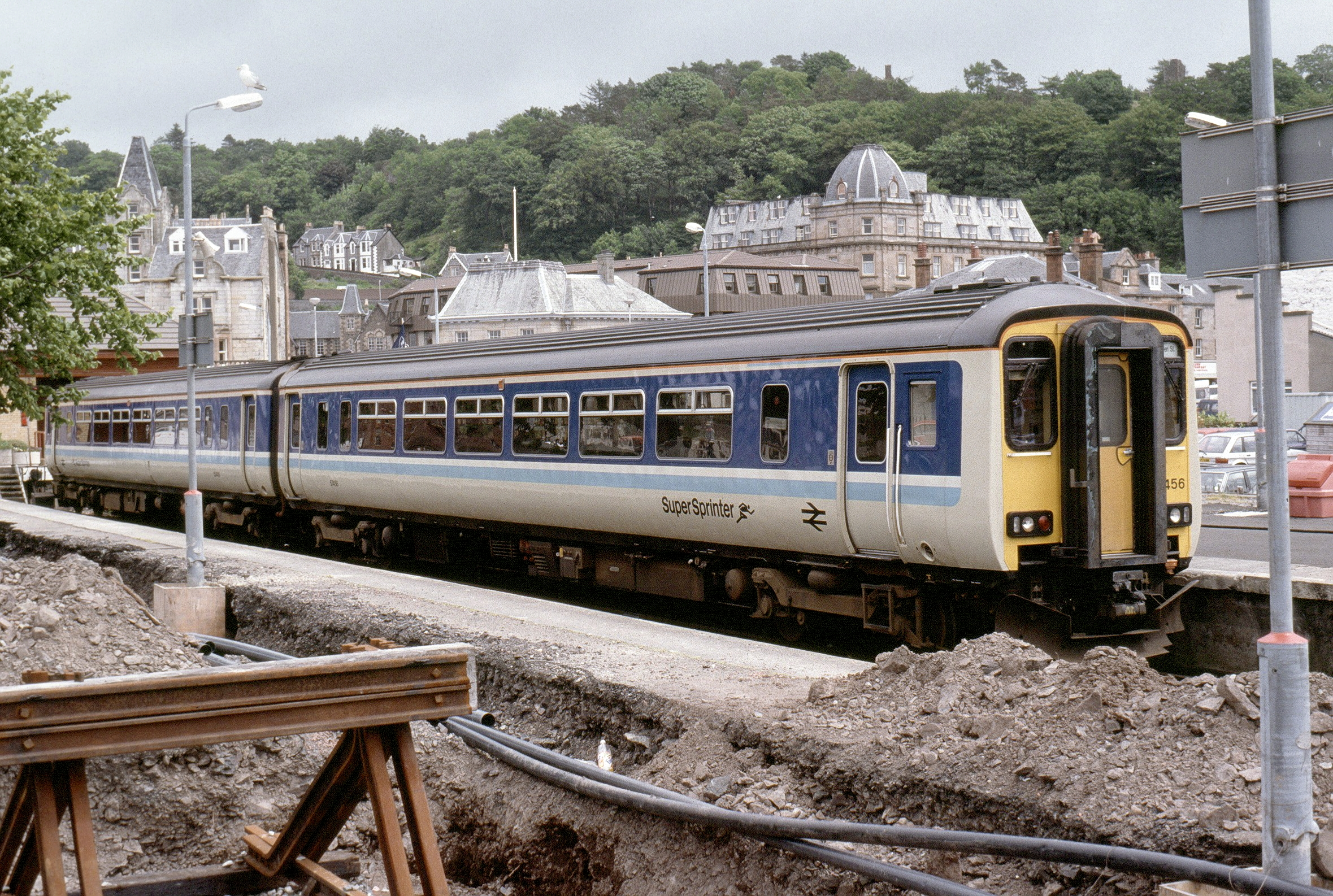
British Rail Super Sprinter (Class 156) im Bahnhof Oban (1989)

Die Strecke beginnt im Glasgower Kopfbahnhof Queen Street und verlässt diesen mit allen Queen-Street-Linien durch den Queen Street Tunnel, der in den nördlichen Vororten verlassen wird. Nachdem die Strecken nach Edinburgh und Dunblane sowie die Maryhill Line abgezweigt sind, mündet die West Highland Line bei Westerton in die North Clyde Line, eine der beiden teilweise unterirdischen West-Ost-Durchmesserlinien Glasgows. Diese verlässt sie in Dumbarton, um danach rechterhand ins Innere der Highlands abzuzweigen. Am Loch Lomond vorbei erreicht sie danach den Knoten Crianlarich, wo die Trennung in die beiden Linienäste vollzogen wird. Die Teilstrecke nach Oban führt am Loch Awe und nach einer finalen Steigung vorbei zum Zielbahnhof, wo Fährverbindungen zur Isle of Mull und anderen Hebrideninseln bestehen.
Die Teilstrecke nach Mallaig führt durch das Rannoch Moor zum Kopfbahnhof von Fort William, danach nach Westen über Glenfinnan, in dessen Bahnhof ein Museum zur Entstehung der West Highland Line untergebracht ist, und dem 380 Meter langen Glenfinnan-Viadukt nach Mallaig. In Mallaig bestehen Fährverbindungen nach Skye, den „Small Isles“ der Inneren Hebriden sowie Bootsverbindungen zur Halbinsel Knoydart.

## Geschichte
Die Strecke wurde in einem Zeitraum von über 60 Jahren von diversen Bahngesellschaften erweitert, die teilweise auch Zweigstrecken betrieben, die heute stillgelegt sind. Das erste heute von Zügen der West Highland Line genutzte Teilstück wurde 1842 im Großraum Glasgow als Teilstück einer Verbindung nach Edinburgh gelegt. 1858 eröffnete die Glasgow, Dumbarton and Helensburgh Railway die Strecke der heutigen North Clyde Line bis Helensburgh entlang des Nordufers des River Clyde. 1862 ging die Gesellschaft in der Edinburgh and Glasgow Railway auf, die wiederum 1865 von der North British Railway (NBR) übernommen wurde.
1882 beantragte die Glasgow and North Western Railway mit Unterstützung der NBR im Unterhaus den Bau einer Bahnstrecke von Glasgow über Fort William und entlang des Great Glen nach Inverness. Die Highland Railway sah darin eine Gefahr für die von ihr betriebene Highland Main Line und bekämpfte den Antrag vehement, ebenso die Caledonian Railway (die die seit 1880 bis Oban reichende Strecke der Callander and Oban Railway betrieb) und die den Schiffsverkehr entlang der schottischen Westküste betreibende Reederei David MacBrayne. Das Unterhaus lehnte den Antrag ab.
Eine von der West Highland Railway beantragte abgespeckte Variante, die lediglich eine Strecke zwischen dem Nordufer des Clyde und Fort William vorsah, erhielt im Sommer 1889 den zustimmenden Unterhausbeschluss und am 12. August 1889 den Royal Assent. Der Bau der Strecke begann mit dem ersten Spatenstich am 23. Oktober 1889 in der Nähe von Fort William. 1891 wurde der Bau kurzzeitig unterbrochen werden, als der beauftragte Bauunternehmer wegen der schwierigen Bedingungen des Streckenbaus über das unwegsame Rannoch Moor Nachforderungen stellte. 1893 kam es erneut zu einer finanziellen Krise der Gesellschaft. Einer der Direktoren löste sie durch Zuschüsse aus seinem persönlichen Vermögen. Die Strecke zwischen Craigendoran, dem Abzweig von der North Clyde Line, und Fort William ging am 7. August in Betrieb und wurde vier Tage später feierlich eröffnet. Der Bau kostete rund 1,1 Mio. Pfund Sterling (rund 122 Mio. Pfund Stand 2017).
Bereits 1890 genehmigte das Unterhaus eine erste Erweiterung um eine kurze Stichstrecke von Fort William nach Banavie am Caledonian Canal. Diese wurde am 1. Juni 1895 eröffnet. 1894 erhielt auch die Erweiterung der Strecke bis nach Mallaig den Royal Assent. Die West Highland Railway hoffte, damit vor allem für den Transport von Fischen bessere Bedingungen bieten zu können, weil Fort William aufgrund seiner Lage am Ende von Loch Linnhe dafür keine guten Bedingungen bot. Diese Strecke wurde 1897 bis 1901 gebaut (Preis über 500.000 Pfund), war mit dem Glenfinnan Viaduct und mehreren Tunnels baulich deutlich aufwändiger und ging am 1. April 1901 in Betrieb.
Während des Zweiten Weltkrieges entstanden noch einige Zweigstrecken zu Militärbasen, die nach Kriegsende wieder abgebaut wurden. In den 1960er Jahren war die Bahnstrecke zwischen Craigendoran und Mallaig im Report The Reshaping of British Railways des damaligen BR-Chairmans Richard Beeching zwar nicht zur Einstellung vorgesehen, es sollten jedoch die meisten Zwischenbahnhöfe zwischen Fort William und Mallaig geschlossen werden, was aber letztlich nicht umgesetzt wurde. Der sogenannten Beeching-Axt fiel 1965 jedoch der Abschnitt der Callander and Oban Railway zwischen Callander und Crianlarich zum Opfer, ein Jahr später die letzte Zweigstrecke zwischen Connel und Ballachulish. Die Züge zwischen Glasgow und Oban verkehren seitdem über die North Clyde Line und die bereits 1897 erbaute Verbindungskurve zwischen den beiden Bahnhöfen der West Highland Line und der Callander and Oban Line in Crianlarich.
In den 1960er Jahren stellte British Railways den Betrieb von der bisherigen Dampftraktion auf Diesellokomotiven und Triebwagen um. Seit 1984 bot British Rail im Sommer wieder dampfbespannte Züge zwischen Fort William und Mallaig unter dem Namen West Highlander an. Sie werden seit der Privatisierung von British Rail als The Jacobite von der West Coast Railway Company betrieben.

## Technik
Bis auf die Vorortsabschnitte Glasgows mit der Maryhill Line und der North Clyde Line und dem Bahnhof Fort William, die elektronisch ausgerüstet sind, ist die Bahnlinie mit dem Signalsystem Radio Electronic Token Block ausgestattet, ausgeführt vom Stellwerk des Bahnhofs Banavie. Die Vorortsabschnitte sind zweigleisig und teilweise elektrifiziert, westlich von Dumbarton ist die Strecke ohne Fahrdraht und durchgehend eingleisig mit Ausweichstellen (ausgestattet mit Rückfallweichen) ausgebaut, die jedoch nur einen sehr dünnen Betrieb erlauben. Der Betrieb wird mit Dieselzügen des Typs British Rail Class 156 ausgeführt.

## Betrieb

### Personenverkehr
Abellio ScotRail betreibt mit Stand Sommer 2022 im Personenverkehr an Werktagen sechs Zugpaare zwischen Glasgow Queen Street und Oban sowie drei zwischen Glasgow und Mallaig. Ein Teil der Züge wird nach dem Flügelzug-Konzept betrieben, die beiden Zugteile werden in Crianlarich getrennt bzw. vereinigt. An Sonntagen verkehren drei Zugpaare zwischen Glasgow und Oban, zwei zwischen Glasgow und Mallaig sowie in den Sommermonaten ein Zugpaar zwischen Edinburgh und Oban, das Glasgow umfährt. Bis Ende März 2015 wurde der Personenverkehr von First ScotRail betrieben, am 1. April 2015 wechselte das Franchise zu Abellio.
Außerdem verkehrt täglich außer samstags ein Zugpaar des von Serco betriebenen Caledonian Sleeper zwischen London Euston und Fort William. Zwischen London und Edinburgh Waverley wird der Zug mit den anderen beiden Zugteilen des Highland Caledonian Sleeper nach Inverness und Aberdeen gemeinsam geführt, um dann in Edinburgh gesplittet zu werden.
In den Sommermonaten führt die als Betreiberin für dampfbetriebene Charterzüge auf diversen Strecken bekannte West Coast Railway Company bis zu zwei tägliche Zugpaare des Museumszugs „The Jacobite“ zwischen Fort William und Mallaig. Regelmäßig verkehrt außerdem der Royal Scotsman, ein Luxuszug, im Rahmen seiner Schienenkreuzfahrt durch Schottland über die Strecke.

### Güterverkehr
Der Güterverkehr beschränkt sich auf Anschlussfahrten zur Aluminiumschmelzanlage von Fort William und der Papierfabrik Corpach.

## Trivia
Die Bahnstrecke umfasst einige Besonderheiten:
- Der Glenfinnan-Viadukt diente schon in zahlreichen Filmproduktionen als Kulisse, so auch in der Harry-Potter-Serie mit dem über die Brücke führenden Hogwarts Express.
- Die Höchstgeschwindigkeit bei der Durchquerung des Rannoch-Moores auf dem Mallaig-Ast ist wegen möglicher Beschädigung der Trasse auf 30 Meilen pro Stunde (rund 48 km/h) reduziert.[14]
- Das Dorf Tyndrum ist mit 167 Einwohnern die kleinste Gemeinde des Vereinigten Königreiches, die von mehr als einer Bahnstation bedient wird. Tyndrum liegt circa 7,5 km nordwestlich der Trennung der beiden Linienäste und besitzt an jedem einen Bahnhof: Tyndrum Lower am Ast nach Oban und Upper Tyndrum an der Strecke nach Mallaig sind nur etwa 600 Meter voneinander entfernt.[14]
- Der Bahnhof Corrour westlich von Loch Ossian am Nordrand von Rannoch Moor ist eine der abgelegensten Bahnstationen der Welt und nicht an eine öffentliche Straße angebunden. Zudem ist er mit einer Höhe von 408 Metern über dem Meeresspiegel der höchstgelegene Bahnhof Großbritanniens. Des Weiteren gelangte der Bahnhof in Danny Boyles Film Trainspotting zu filmischen Ehren.
- Der Bahnhof Arisaig nahe Mallaig ist die westlichste Bahnstation Großbritanniens.
- Das 1901 eröffnete Teilstück zwischen Fort William und Mallaig war eine der letzten Inbetriebnahmen einer Eisenbahnhauptlinie in Schottland.
- Die Bahnhofsschilder sind sowohl in englischer als auch in gälischer Sprache verfasst.

## Zweigstrecken
Die West Highland Line besaß ursprünglich mit der Strecke nach Fort Augustus nur eine, bereits 1947 stillgelegte Zweigstrecke, die von einer eigenen Gesellschaft erbaut wurde. Die Strecke der Callander and Oban Railway kreuzte die WHL in Crianlarich und besaß zwei Zweigstrecken. Mit Ausnahme des Abschnitts von Crianlarich nach Oban, der als Zweigstrecke der WHL zugeordnet wurde, stellte British Railways diese Strecken 1965/66 ein.

### Callander and Oban Railway
| \| \| \| von Dunblane \| \| \| \| \| Callander \| \| \| \| \| Strathyre \| \| \| \| \| Kingshouse \| \| \| \| \| Balquhidder \| \| \| \| \| nach Comrie \| \| \| \| \| vom Loch Tay \| \| \| \| \| Killin Junction \| \| \| \| \| Luib \| \| \| \| \| Crianlarich Lower \| \| \| \| \| \| \| \| \| \| West Highland Line \| \| \| \| \| WHL \| \| \| \| \| Tyndrum Lower \| \| \| \| \| West Highland Line \| \| \| \| \| Connel Ferry \| \| \| \| \| nach Oban \| \| \| \| \| Connel Bridge \| \| \| \| \| North Connel \| \| \| \| \| Benderloch \| \| \| \| \| Barcaldine \| \| \| \| \| Creagan \| \| \| \| \| Appin \| \| \| \| \| Duror \| \| \| \| \| Kentallen \| \| \| \| \| Ballachulish Ferry \| \| \| \| \| Ballachulish \| \| |  |                    |                    |
| Strecke (außer Betrieb) |  | von Dunblane       | von Dunblane       |
| Bahnhof (Strecke außer Betrieb) |  | Callander          | Callander          |
| Haltepunkt / Haltestelle (Strecke außer Betrieb) |  | Strathyre          | Strathyre          |
| Haltepunkt / Haltestelle (Strecke außer Betrieb) |  | Kingshouse         | Kingshouse         |
| Bahnhof (Strecke außer Betrieb) |  | Balquhidder        | Balquhidder        |
| Abzweig geradeaus und nach rechts (Strecke außer Betrieb) |  | nach Comrie        | nach Comrie        |
| Abzweig geradeaus und von rechts (Strecke außer Betrieb) |  | vom Loch Tay       | vom Loch Tay       |
| Bahnhof (Strecke außer Betrieb) |  | Killin Junction    | Killin Junction    |
| Haltepunkt / Haltestelle (Strecke außer Betrieb) |  | Luib               | Luib               |
| Bahnhof (Strecke außer Betrieb) |  | Crianlarich Lower  | Crianlarich Lower  |
| |  |                    |                    |
| Kreuzung geradeaus unten |  | West Highland Line | West Highland Line |
| Abzweig geradeaus und von links |  | WHL                | WHL                |
| Haltepunkt / Haltestelle |  | Tyndrum Lower      | Tyndrum Lower      |
| |  | West Highland Line |                    |
| Haltepunkt / Haltestelle |  | Connel Ferry       | Connel Ferry       |
| Abzweig ehemals geradeaus und nach links |  | nach Oban          | nach Oban          |
| Brücke über Wasserlauf (Strecke außer Betrieb) |  | Connel Bridge      | Connel Bridge      |
| Haltepunkt / Haltestelle (Strecke außer Betrieb) |  | North Connel       | North Connel       |
| Haltepunkt / Haltestelle (Strecke außer Betrieb) |  | Benderloch         | Benderloch         |
| Haltepunkt / Haltestelle (Strecke außer Betrieb) |  | Barcaldine         | Barcaldine         |
| Haltepunkt / Haltestelle (Strecke außer Betrieb) |  | Creagan            | Creagan            |
| Haltepunkt / Haltestelle (Strecke außer Betrieb) |  | Appin              | Appin              |
| Haltepunkt / Haltestelle (Strecke außer Betrieb) |  | Duror              | Duror              |
| Haltepunkt / Haltestelle (Strecke außer Betrieb) |  | Kentallen          | Kentallen          |
| Haltepunkt / Haltestelle (Strecke außer Betrieb) |  | Ballachulish Ferry | Ballachulish Ferry |
| Kopfbahnhof Streckenende (Strecke außer Betrieb) |  | Ballachulish       | Ballachulish       |

Bauarbeiten und Eröffnungen
Die Callander and Oban Railway wurde 1864 gegründet, mit dem Ziel, die Städte Callander und Oban miteinander zu verbinden. Callander besaß seit 1858 einen (heute nicht mehr existierenden) Bahnanschluss nach Dunblane.
Die Bauarbeiten begannen 1866 von Callander her. Als erste Station wurde Killin 1870 erreicht, drei Jahre später Tyndrum und 1877 wurde das heute noch genutzte Teilstück zwischen Tyndrum und Dalmally samt dem Verzweigungs- und Kreuzungsbauwerk Crianlarich Junction eröffnet. Crianlarich besaß während der Betriebszeit der Callander and Oban Railway analog zur heutigen Situation in Tyndrum einen zweiten, Crianlarich (Lower) genannten Bahnhof, der heutige trug damals den Zusatz Upper.
1880 wurde Oban erreicht, 1903 folgte als einzige Erweiterung des Streckennetzes der Gesellschaft die Zweigstrecke von Connel nach Ballachulish, die bei Connel den Loch Etive mit der Connel Bridge, einer noch existierenden imposanten Gerberträgerbrücke überspannte. Die 1886 eröffnete Zweigstrecke von Killin Junction ins Stadtzentrum und zum Loch Tay wurde von privaten Landeigentümern unter dem Namen Killin Railway erbaut. Als Betreiber übernahm die Caledonian Railway die Strecken nach Oban und Ballachulish, die Callander and Oban Railway blieb lediglich nominell selbständig. Ab 1923 gehörten die Strecken infolge des Railways Act 1921 zur London, Midland and Scottish Railway.
Stilllegungen
Der östliche Teil zwischen Callander und Crianlarich samt der Zweigstrecke in Killin wurde im Zuge der Beeching-Axt nach Unwetterschäden am 27. September 1965 vorzeitig stillgelegt und der verbleibende Abschnitt nach Oban der West Highland Line zugeordnet. Ursprünglich war die Außerbetriebnahme erst für den 1. November dieses Jahres vorgesehen gewesen. Seitdem verkehren die Züge zwischen Glasgow und Oban über Dumbarton und Ardlui. Der größte Teil der ehemaligen Bahnstrecke wurden in Radwege umgewandelt. Die restliche Trasse, vor allem zwischen Killin und Crianlarich, wurde zum Ausbau der A85 benutzt. Das Verzweigungs- und Überwerfungsbauwerk in Crianlarich ist noch vollständig erhalten, die Gleise in Richtung Callander enden im freien Feld. Die meisten Stationen wurden abgerissen, nur der Mittelbahnsteig von Killin Junction wurde beibehalten, er ist jedoch mit Bäumen und sonstigen Pflanzen beinahe zugewachsen.
Die westliche Zweigstrecke nach Ballachulish ereilte das Schicksal der Betriebseinstellung am 28. März 1966. Die Connel Bridge verlor ihre Gleise und dient seitdem nur noch dem Straßenverkehr. Die über Loch Creran führende Creagan Bridge bei Appin blieb nach der Stilllegung über 30 Jahre ungenutzt stehen, bevor sie ab 1999 für den Straßenverkehr von Grund auf neu erstellt wurde. Seit 2001 führt die A828 von Ballachulish nach Connel über die Creagan Bridge.

### Invergarry and Fort Augustus Railway
| \| \| \| WHL aus Glasgow \| \| \| \| Spean Bridge \| \| \| \| WHL nach Fort William \| \| \| \| Gairlochy \| \| \| \| Invergloy Platform \| \| \| \| Invergarry \| \| \| \| Aberchalder \| \| \| \| Fort Augustus \| \| \| \| Fort Augustus Pier \| |  |                       |                       |
| Strecke |  | WHL aus Glasgow       | WHL aus Glasgow       |
| Haltepunkt / Haltestelle |  | Spean Bridge          | Spean Bridge          |
| Abzweig ehemals geradeaus und nach links |  | WHL nach Fort William | WHL nach Fort William |
| Haltepunkt / Haltestelle (Strecke außer Betrieb) |  | Gairlochy             | Gairlochy             |
| Haltepunkt / Haltestelle (Strecke außer Betrieb) |  | Invergloy Platform    | Invergloy Platform    |
| Haltepunkt / Haltestelle (Strecke außer Betrieb) |  | Invergarry            | Invergarry            |
| Haltepunkt / Haltestelle (Strecke außer Betrieb) |  | Aberchalder           | Aberchalder           |
| Haltepunkt / Haltestelle (Strecke außer Betrieb) |  | Fort Augustus         | Fort Augustus         |
| Kopfbahnhof Streckenende (Strecke außer Betrieb) |  | Fort Augustus Pier    | Fort Augustus Pier    |

Eröffnung
Die Invergarry and Fort Augustus Railway war eine Bahngesellschaft, welche 1896 die kurze Zweigstrecke von Spean Bridge nach Fort Augustus via Invergarry in Betrieb nahm. Die Motivation für den Bau war, einen Lückenschluss zwischen der West Highland Line und der Highland Main Line an den drei Seen Loch Lochy, Loch Oich und Loch Ness entlang zu schaffen. Die Fortsetzung von Fort Augustus nach Inverness wurde jedoch nie verwirklicht.
Besitzerwechsel
1903 ging die bisherige Betreibergesellschaft bankrott und die Highland Railway übernahm die Strecke, sie verpflichtete sich bei einer Bezahlung von jährlich 4000 Pfund, die Strecke über zehn Jahre zu betreiben. Bereits 1907 jedoch beschränkte sich die Highland Railway auf die Infrastruktur und übergab die operative Betriebsführung an die North British Railway, welche den Zugverkehr ihrerseits per 31. Oktober 1911 einstellte. Er wurde jedoch am 1. August 1913 wieder aufgenommen und ein Jahr später übernahm die North British Railway Company die Strecke vollständig.
Stilllegung
Nach dem Ersten Weltkrieg ging die North British Railway Company in der London and North Eastern Railway (LNER) auf, welche dem Güterverkehr auf der Strecke mehr Bedeutung schenkte als der Personenbeförderung. Der Personenverkehr wurde schließlich per 1. Dezember 1933 aufgegeben, die endgültige Stilllegung erfolgte am 1. Januar 1947. Während des Zweiten Weltkriegs wurde sie vor allem für den Transportverkehr zum Waffendepot der Royal Navy in Fort Augustus benutzt.
Zahlreiche Abschnitte wurden für den Straßenbau verwendet, Brücken und Tunnels sind heute noch sichtbar und in gutem Zustand. Auch der Great Glen Way führt über Teilstücke der Invergarry & Fort Augustus Railway.
Eine Videodokumentation über die Bahnstrecke trägt den Untertitel The Line that should never have been built (Die Strecke, die nie erbaut werden sollte).